# Karolina Mor
Karolina Mor (ur. 10 grudnia 1991 w Suwałkach) – polska lekkoatletka specjalizująca się w rzucie oszczepem.

## Osiągnięcia
W 2008 roku zajęła 13. miejsce w eliminacjach i nie awansowała do finału podczas juniorskich mistrzostw świata, które odbywały się w Bydgoszczy. Wicemistrzyni Europy juniorek z roku 2009 - podczas zawodów w serbskim Nowym Sadzie uzyskała wynik 53,63. W tym samym roku zdobyła złoty krążek mistrzostw Polski juniorów w Słupsku oraz brązowy podczas seniorskich mistrzostw kraju. Wicemistrzyni Polski juniorów z 2010 roku. W tym samym sezonie odpadła w eliminacjach mistrzostw świata juniorów (17. miejsce). 
Rekord życiowy: 54,80 m (1 sierpnia 2009, Bydgoszcz).